# Footon-Servetto/Saison 2010
Dieser Artikel listet Erfolge und Mannschaft des Radsportteams Footon-Servetto in der Saison 2010 auf.

## Saison 2010

### Erfolge beim UCI World Calendar
Bei den Rennen des  UCI World Calendar im Jahr 2010 gelangen dem Team nachstehende Erfolge.
| Datum      | Rennen                    | Fahrer                 |
| ---------- | ------------------------- | ---------------------- |
| 21. Januar | 3. Etappe Tour Down Under | Manuel António Cardoso |

### Erfolge in der UCI America Tour
Bei den Rennen der  UCI America Tour im Jahr 2010 gelangen dem Team nachstehende Erfolge.
| Datum      | Rennen                     | Kat. | Fahrer       |
| ---------- | -------------------------- | ---- | ------------ |
| 19. Januar | 2. Etappe Tour de San Luis | 2.1  | Rafael Valls |

### Erfolge in der UCI Europe Tour
Bei den Rennen der  UCI Europe Tour im Jahr 2010 gelangen dem Team nachstehende Erfolge.
| Datum       | Rennen                            | Kat. | Fahrer        |
| ----------- | --------------------------------- | ---- | ------------- |
| 20. Mai     | 2. Etappe Circuit de Lorraine     | 2.1  | Fabio Felline |
| 21. Mai     | 3. Etappe Circuit de Lorraine     | 2.1  | Fabio Felline |
| 19.–23. Mai | Gesamtwertung Circuit de Lorraine | 2.1  | Fabio Felline |

### Zugänge – Abgänge
| Zugänge                | Team 2009         | Abgänge            | Team 2010                          |
| ---------------------- | ----------------- | ------------------ | ---------------------------------- |
| Giampaolo Cheula       | Barloworld        | David de la Fuente | Astana                             |
| Marco Corti            | Barloworld        | Josep Jufré        | Astana                             |
| Michele Merlo          | Barloworld        | Juan José Cobo     | Caisse d’Epargne                   |
| Enrique Mata           | Burgos Monumental | Beñat Intxausti    | Euskaltel-Euskadi                  |
| Rafael Valls           | Burgos Monumental | Fredrik Kessiakoff | Garmin-Transitions                 |
| Aitor Pérez            | Contentpolis-AMPO | Robert Kišerlovski | Liquigas-Doimo                     |
| Matthias Brändle       | Elk Haus          | Davide Viganò      | Sky Professional Cycling Team      |
| Markus Eibegger        | Elk Haus          | Fabrice Piemontesi | Androni Giocattoli                 |
| Iban Mayoz             | Xacobeo Galicia   | Cameron Wurf       | Androni Giocattoli                 |
| Félix Vidal Celis      | Barbot-Siper      | Andrea Tonti       | CarmioOro NGC                      |
| Manuel António Cardoso | Liberty Seguros   | Paolo Bailetti     | Ceramica Flaminia                  |
| David Vitoria          | Rock Racing       | Hilton Clarke      | Bahati Foundation                  |
| Martin Pedersen        | Team Capinordic   | Jesús del Nero     | Centro Ciclismo de Loulé-Louletano |
| Johnnie Walker         | Trek-Marco Polo   | Iker Camaño        | Endura Racing                      |
| Tom Faiers             | Neoprofi          | Héctor González    | Heraklion Kastro-Murcia            |
| Fabio Felline          | Neoprofi          | Boris Schpilewski  | Katusha Continental Team           |
| Noé Gianetti           | Neoprofi          | Javier Mejías      | Team Type 1                        |
| David Gutiérrez        | Neoprofi          | Alberto Fernández  | Dopingsperre                       |
| David Gutiérrez        | Neoprofi          | David Cañada       | Karriereende                       |
| Pedro Merino           | Neoprofi          | Ángel Gómez        | Unbekannt                          |

### Mannschaft
| Name                   | Geburtstag         | Nationalität           |              |
| ---------------------- | ------------------ | ---------------------- | ------------ |
| José Alberto Benítez   | 14. November 1981  | Spanien                |              |
| Matthias Brändle       | 7. Dezember 1989   | Österreich             |              |
| Eros Capecchi          | 13. Juni 1986      | Italien                |              |
| Ermanno Capelli        | 9. Mai 1985        | Italien                |              |
| Manuel António Cardoso | 7. April 1983      | Portugal               |              |
| Félix Vidal Celis      | 21. August 1982    | Spanien                |              |
| Giampaolo Cheula       | 23. Mai 1979       | Italien                |              |
| Marco Corti            | 15. Juni 1985      | Italien                |              |
| Arkaitz Durán          | 18. Mai 1986       | Spanien                |              |
| Markus Eibegger        | 16. Oktober 1984   | Österreich             |              |
| Tom Faiers             | 19. Mai 1987       | Vereinigtes Königreich |              |
| Fabio Felline          | 29. März 1990      | Italien                |              |
| Noé Gianetti           | 6. Oktober 1989    | Schweiz                |              |
| David Gutiérrez        | 2. April 1982      | Spanien                |              |
| David Gutiérrez        | 28. Juli 1987      | Spanien                |              |
| Enrique Mata           | 15. Juni 1985      | Spanien                |              |
| Iban Mayoz             | 30. September 1981 | Spanien                |              |
| Pedro Merino           | 8. Juli 1987       | Spanien                |              |
| Michele Merlo          | 7. August 1984     | Italien                |              |
| Martin Pedersen        | 15. April 1983     | Dänemark               |              |
| Aitor Pérez            | 24. Juli 1977      | Spanien                |              |
| Rafael Valls           | 25. Juni 1987      | Spanien                |              |
| David Vitoria          | 15. Oktober 1984   | Schweiz                |              |
| Johnnie Walker         | 17. März 1987      | Australien             |              |
| Stagiaires             | Stagiaires         | Nationalität           | Nationalität |
| Daniel Díaz            | Daniel Díaz        | Argentinien            |              |
| Mario Gutiérrez        | Mario Gutiérrez    | Spanien                |              |
| Ran Margaliot          | Ran Margaliot      | Israel                 |              |

## Trikot

2010